# Eduard Dziemienkawiec
Eduard Iwanawicz Dziemienkawiec (biał.: Эдуард Іванавіч Дземенкавец; ur. 1 maja 1968 w Soligorsku) – białoruski piłkarz występujący na pozycji pomocnika. Trener piłkarski.

## Kariera klubowa
Dziemienkawiec jako junior grał w Szachciorze Soligorsk oraz w zespole FSzM Moskwa. Następnie, w 1985 roku występował w jego pierwszej drużynie. W 1986 roku wrócił do Szachciora, a w 1989 roku został zawodnikiem klubu KIM Witebsk, grającego w trzeciej lidze ZSRR. W 1992 roku rozpoczął z nim starty w pierwszej lidze białoruskiej. W 1993 roku wywalczył z zespołem wicemistrzostwo Białorusi.
Na początku 1994 roku Dziemienkawiec przeszedł do drużyny Dynama Mińsk, z którą dwukrotnie zdobył mistrzostwo Białorusi (1994, 1995), a także raz Puchar Białorusi (1994). W 1995 roku przeniósł się do duńskiego Vejle BK, a w sezonie 1996/1997 wywalczył z nim wicemistrzostwo Danii.
W 1997 roku Dziemienkawiec wrócił na Białoruś, gdzie został graczem zespołu Lakamatyu-96 Witebsk. W 1998 roku zdobył z nim Puchar Białorusi. W tym samym roku odszedł z klubu. W kolejnych latach występował w drużynach FK Homel, FK Homel-2, Wiedrycz-97 Reczyca, ZLiN Homel oraz ponownie w FK Homel-2, ale tym razem jako grający trener. W 2006 roku zakończył karierę.

## Kariera reprezentacyjna
W reprezentacji Białorusi Dziemienkawiec zadebiutował 28 października 1992 w zremisowanym 1:1 towarzyskim meczu z Ukrainą. W latach 1992–1994 w drużynie narodowej rozegrał 4 spotkania.